# Miguel Antonio Campoy Suárez
Miguel Antonio Campoy Suárez (Alacant, 5 de setembre de 1964) és un polític i advocat valencià, diputat al Congrés dels Diputats en la VII, VIII i IX legislatures 

## Biografia
És llicenciat en dret, máster en Defensa Nacional i diplomado en Estudis Avençats en Dret (DEA). Militant del Partit Popular, ha estat diputat per la província d'Alacant a les eleccions generals espanyoles de 2000, 2008 i 2008. Ha estat secretari segon de la Comissió d'Economia i Hisenda (2001), secretari primer de la Comissió de Defensa (2001-2004), secretari segon de la Comissió de Foment i Habitatge (2004-2008)
Home de confiança de Federico Trillo, el 26 de novembre de 2008 renuncià al seu escó al Congrés dels Diputats per ser anomenat president de l'Autoritat Portuària d'Alacant (APA). A les eleccions generals espanyoles de 2011 fou escollit senador per Alacant. Ha estat portaveu de la Comissió de Defensa del Senat.